# Avšič
Avšič je priimek v Sloveniji, ki ga je po podatkih Statističnega urada Republike Slovenije na dan 1. januarja 2010 uporabljalo 109 oseb in je med vsemi priimki po pogostosti uporabe uvrščen na 4.043. mesto.

## Znani nosilci priimka
- Ana Avšič, violinistka
- Jaka Avšič (1896–1978), partizanski general, politik
- Jože Avšič (1949–2008), ekonomist in politik
- Klara Avšič, violončelistka
- Lojze Avšič (1933–2015), agronom
- Marko Avšič, predsednik Združenja rejcev lipicanca Slovenije
- Matej Avšič, violinist
- Mateja Avšič, citrarka
- Miha Avšič, operativni oficir
- Mira Vovk Avšič, dr. strojništva, tehniška bibliotekarka
- Nataša Avšič Bogovič (*1971), političarka
- Patricija Avšič (*2008), violinistka
- Peter Avšič, violončelist
- Rudolfina Avšič, violinistka
- Silva Avšič (*1933), agronomka
- Tatjana Avšič-Županc (*1957), mikrobiologinja, virologinja, akademičarka
- Tatjana Sernec-Avšič (1912–2007), kemičarka